# Micantulina acuticeps
Micantulina acuticeps är en insektsart som först beskrevs av Rauno E. Linnavuori 1962.  Micantulina acuticeps ingår i släktet Micantulina och familjen dvärgstritar. Inga underarter finns listade i Catalogue of Life.